# Telefonní ústředna (Praha, Dejvice)
Automatická telefonní ústředna (ATU) v Praze 6 – Dejvicích byla postavena v letech 1975–1982 podle návrhu architektů Jindřicha Malátka, Jiřího Eisenreicha, Václava Aulického a Jaromíry Eismannové v ulici Generála Píky čp. 430/26. Technicistní stavba s prvky high-tech architektury a brutalismu na nároží s ulicí Gymnazijní vytvořila zajímavý přechod mezi volnější zástavbou Střešovic a blokovým urbanismem dolních Dejvic. Provoz stavby poplatné technologiím své doby se stal neúnosně nákladný. Pro nedostatečný časový odstup se ji nepodařilo zařadit mezi památkově chráněné budovy a koncem roku 2016 bylo rozhodnuto o její částečné demolici a přestavbě na novou administrativní budovu Telehouse. Budova byla zařazena mezi slavné stavby Prahy 6 a je zmíněna ve stejnojmenné publikaci z roku 2009.

## Popis stavby
Pro budovu byla charakteristická ustupující skladba hmot na horizontální podnoži, kde byly v suterénu pomocné technické místnosti, v přízemí vstup se zázemím pro personál a v patře rozlehlá telekomunikační hala lemovaná dvěma podlažími servisních a měřících místností. V menším kubusu na podnoži byly umístěny kanceláře administrativy a techniků. Vysoká produkce tepla tehdejších telekomunikačních technologií si vyžádala odpovídající technické řešení. Před průčelím budovy byla předsazena hliníková fasáda; vzniklá mezera sloužila v létě jako klimatizace, kdy štěrbinami odváděla horký vzduch, v zimě pak celou budovu vzduchová vrstva izolovala. Charakteristickým rysem budovy byly hluboké, osmiboké, hliníkové šambrány spolu s předsazenými skleněnými světlíky. Před jižní a severní průčelí byly vysunuty přiznané roury vzduchotechniky. Strojovna a zařízení pro vzduchotechniku byly umístěny v nízkém mezipatře pod administrativním blokem a na střešní nástavbě. Stavbu doplňovala na vysokém podstavci stojící socha „Vítěz“ od Olbrama Zoubka (1981).

## Současný stav
Ústřednu nahradilo administrativní centrum Telehouse, socha Vítěze od Olbrama Zoubka byla přemístěna do vstupního atria.   

## Galerie

Demoliční práce (březen 2017)
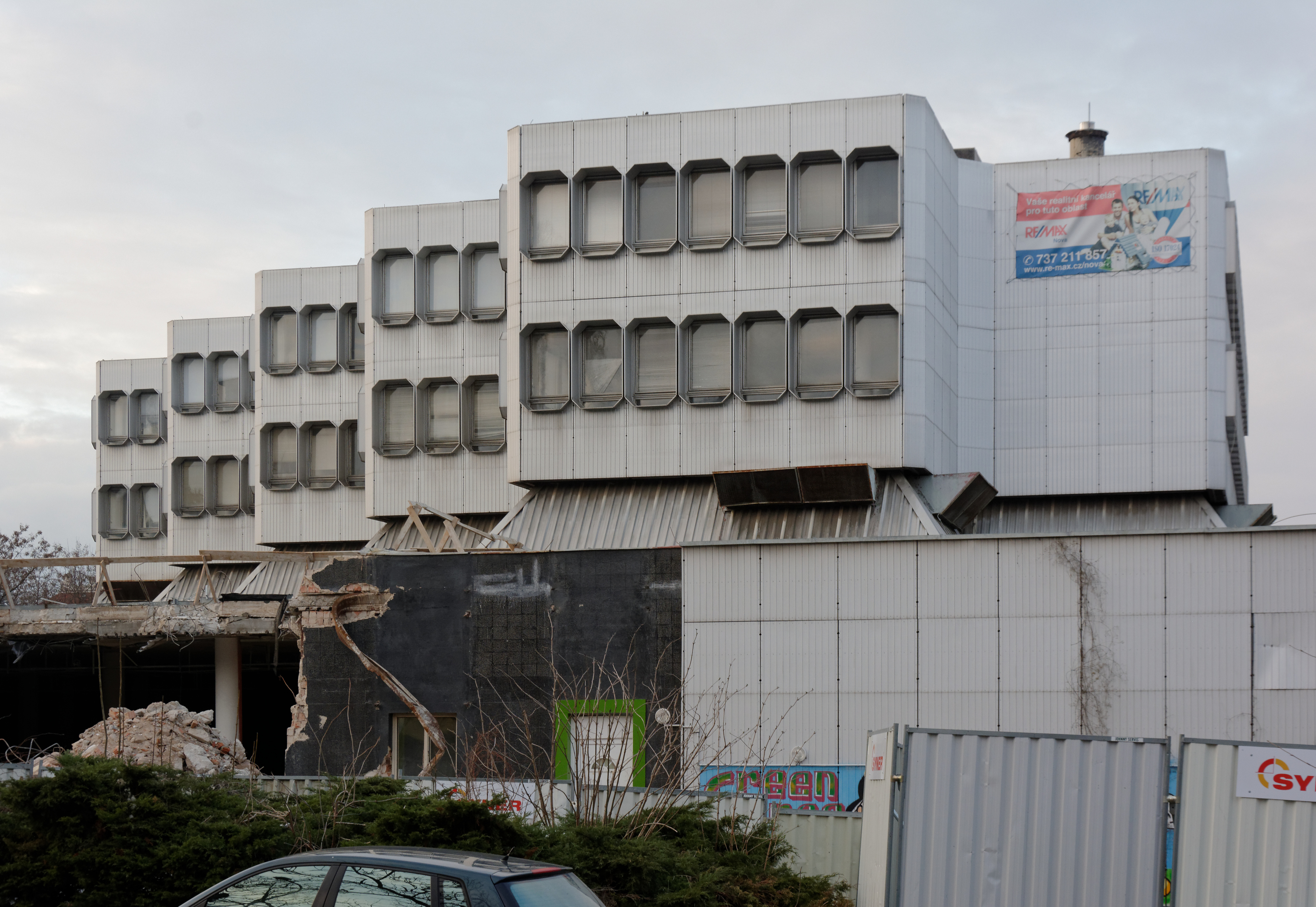
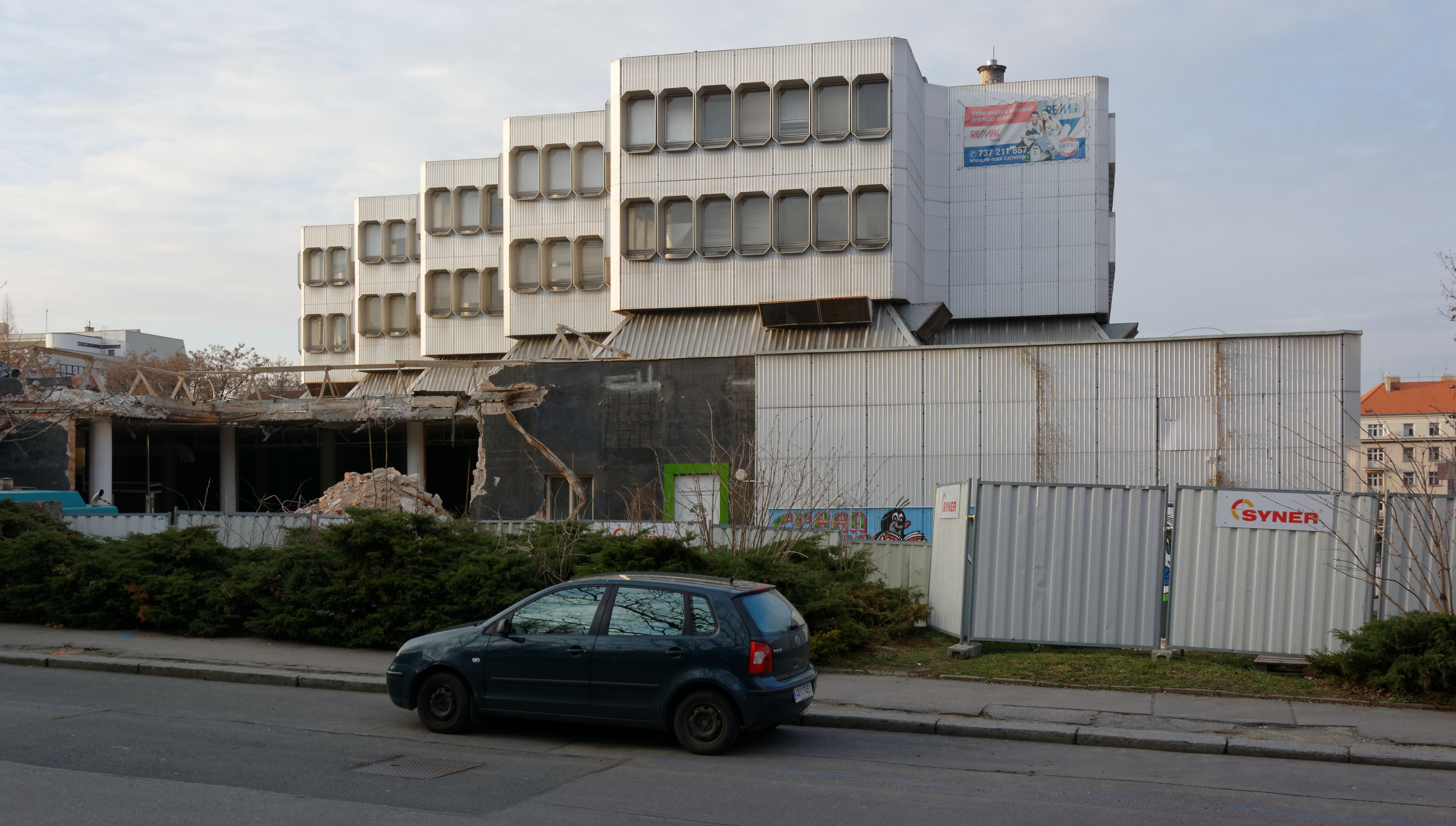
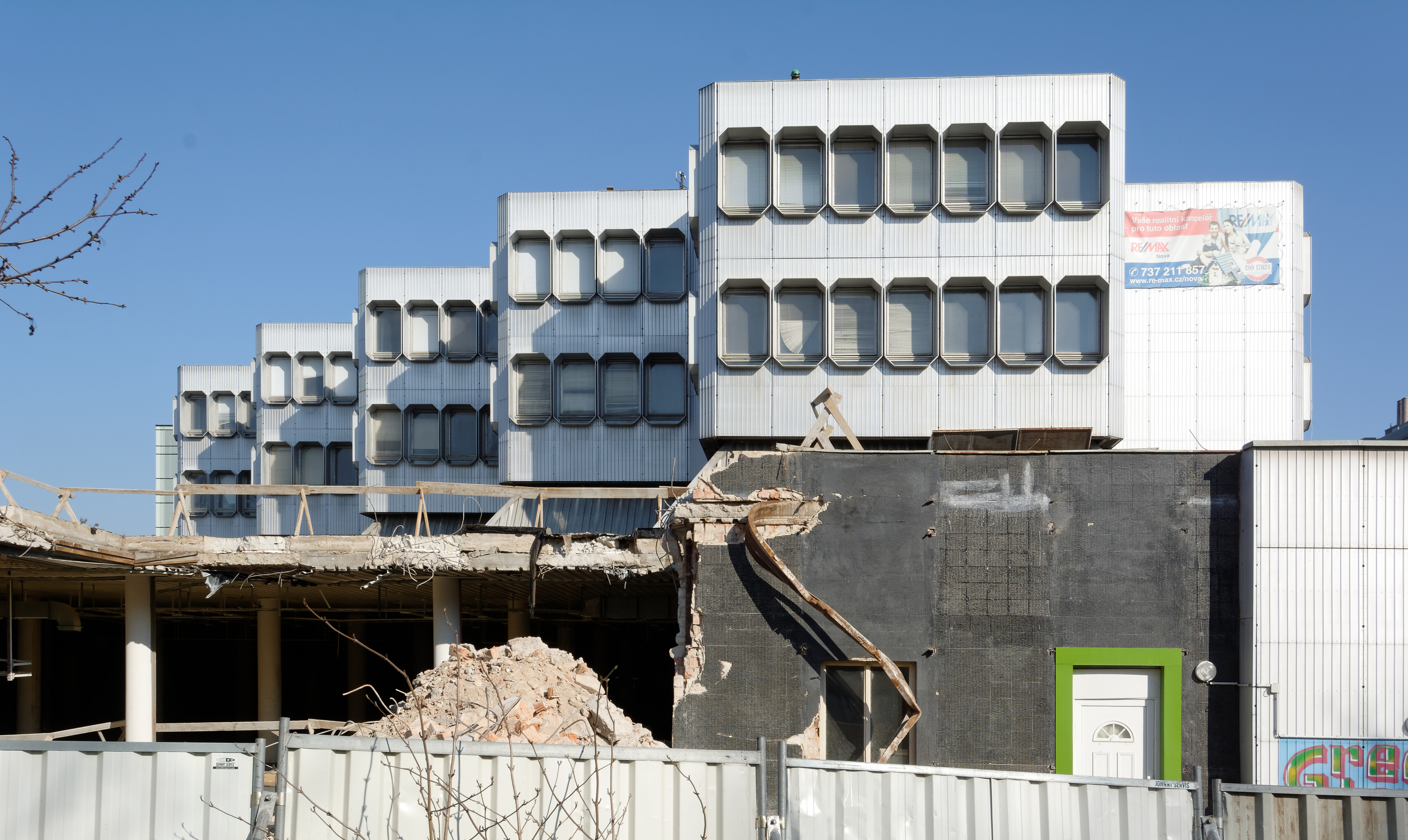
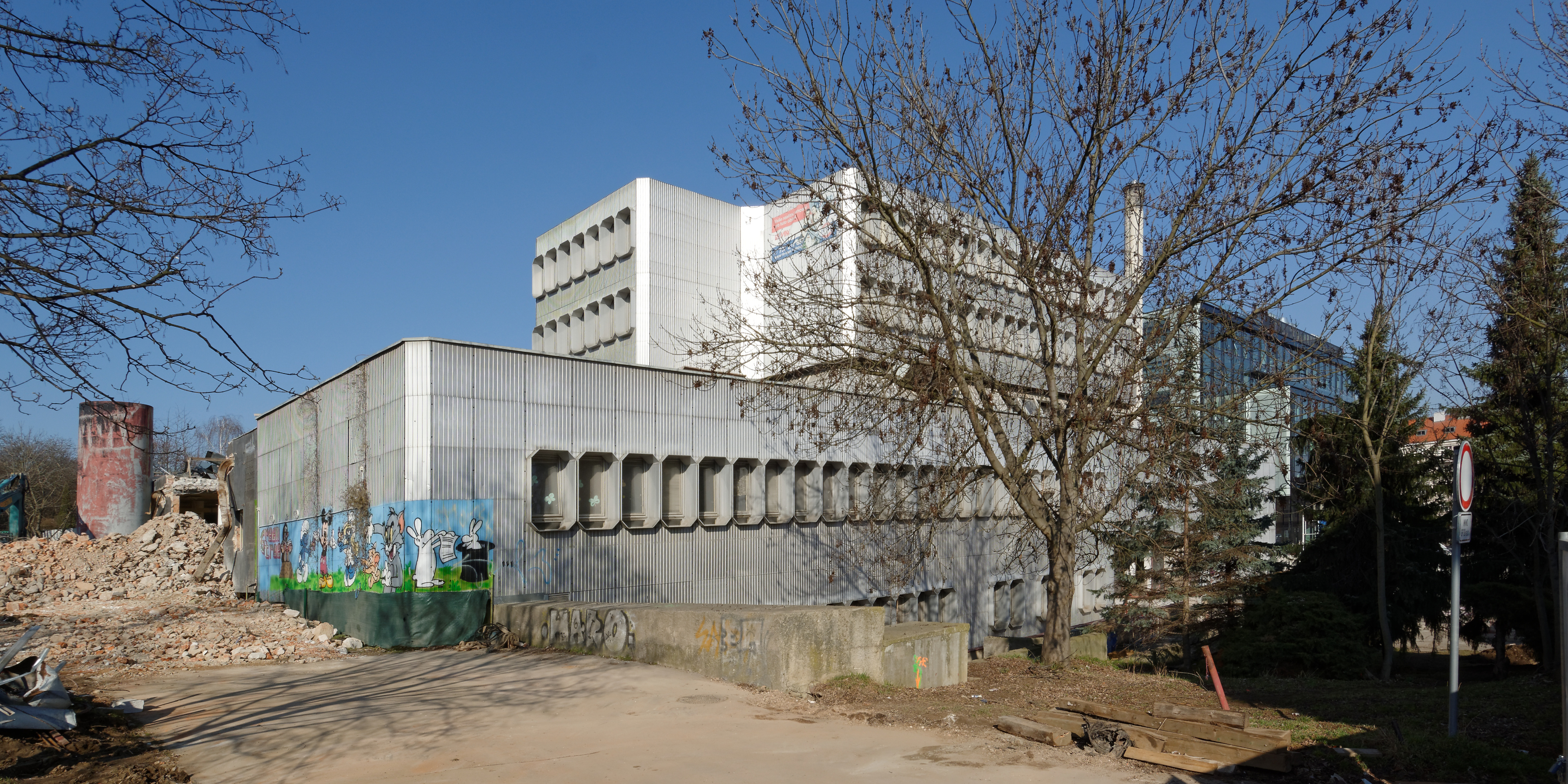